# نورمان باركر
نورمان باركر (بالإنجليزية: Norm Parker)‏ هو مدرب رياضي أمريكي، ولد في 9 أغسطس 1941 في هازل بارك في الولايات المتحدة، وتوفي في 13 يناير 2014.